# Cầu lông tại Đại hội Thể thao Đông Nam Á 1989
Cầu lông tại Đại hội Thể thao Đông Nam Á năm 1989 được tổ chức từ ngày 20 đến 31 tháng 8 năm 1989 tại Kuala Lumpur, Malaysia, tại hai địa điểm chính gồm Stadium Negara và Cheras Stadium. Chương trình thi đấu gồm năm nội dung cá nhân (đơn nam, đơn nữ, đôi nam, đôi nữ, đôi nam–nữ) cùng hai nội dung đồng đội cả nam và nữ.
Indonesia tiếp tục khẳng định vị thế thống trị cầu lông Đông Nam Á khi giành huy chương vàng ở các nội dung đơn, đôi ở cả nam và nữ. Nội dung đồng đội kết thúc với ngôi vô địch thuộc về Malaysia ở nam và Indonesia ở nữ

## Tóm tắt kết quả

### Bảng huy chương
| Hạng               | Đoàn               | Vàng | Bạc | Đồng | Tổng số |
| ------------------ | ------------------ | ---- | --- | ---- | ------- |
| 1                  | Indonesia (INA)    | 6    | 5   | 1    | 12      |
| 2                  | Malaysia (MAS)     | 1    | 1   | 10   | 12      |
| 3                  | Thái Lan (THA)     | 0    | 1   | 1    | 2       |
| 4                  | Singapore (SIN)    | 0    | 0   | 2    | 2       |
| Tổng số (4 đơn vị) | Tổng số (4 đơn vị) | 7    | 7   | 14   | 28      |

### Kết quả chung cuộc
| Nội dung     | Vàng | Bạc | Đồng |
| ------------ | --- | --- | --- |
| Đơn nam      | Icuk Sugiarto · Indonesia | Eddy Kurniawan · Indonesia | Foo Kok Keong · Malaysia |
| Đơn nam      | Icuk Sugiarto · Indonesia | Eddy Kurniawan · Indonesia | Rashid Sidek · Malaysia |
| Đơn nữ       | Susi Susanti · Indonesia | Sarwendah Kusumawardhani · Indonesia | Lee Wai Leng · Malaysia |
| Đơn nữ       | Susi Susanti · Indonesia | Sarwendah Kusumawardhani · Indonesia | Tan Mei Chuan · Malaysia |
|              | | | |
| Đôi nam      | Rudy Gunawan · Eddy Hartono · Indonesia | Jalani Sidek · Razif Sidek · Malaysia | Soo Beng Kiang · Rahman Sidek · Malaysia |
| Đôi nam      | Rudy Gunawan · Eddy Hartono · Indonesia | Jalani Sidek · Razif Sidek · Malaysia | Joko Mardianto · Aryono Miranat · Indonesia |
| Đôi nữ       | Erma Sulistianingsih · Rosiana Tendean · Indonesia | Verawaty Fadjrin · Yanti Kusmiati · Indonesia | Tan Lee Wai · Tan Sui Hoon · Malaysia |
| Đôi nữ       | Erma Sulistianingsih · Rosiana Tendean · Indonesia | Verawaty Fadjrin · Yanti Kusmiati · Indonesia | Lee Wai Leng · Lim Siew Choon · Malaysia |
| Đôi nam nữ   | Eddy Hartono · Verawaty Fadjrin · Indonesia | Aryono Miranat · Minarti Timur · Indonesia | Soo Beng Kiang · Lim Siew Choon · Malaysia |
| Đôi nam nữ   | Eddy Hartono · Verawaty Fadjrin · Indonesia | Aryono Miranat · Minarti Timur · Indonesia | Cheah Soon Kit · Tan Sui Hoon · Malaysia |
|              | | | |
| Đồng đội nam | Malaysia · Cheah Soon Kit · Foo Kok Keong · Jalani Sidek · Rahman Sidek · Rashid Sidek · Razif Sidek · Soo Beng Kiang · Wong Tat Meng                              | Indonesia · Icuk Sugiarto · Eddy Kurniawan · Alan Budikusuma · Eddy Hartono · Rudy Gunawan · Aryono Miranat · Joko Mardianto                                                                                | Singapore · Abdul Hamid Khan · Lau Wing Cheok · Benson Wong · Koh Leng Kang · John Lim |
| Đồng đội nam | Malaysia · Cheah Soon Kit · Foo Kok Keong · Jalani Sidek · Rahman Sidek · Rashid Sidek · Razif Sidek · Soo Beng Kiang · Wong Tat Meng                              | Indonesia · Icuk Sugiarto · Eddy Kurniawan · Alan Budikusuma · Eddy Hartono · Rudy Gunawan · Aryono Miranat · Joko Mardianto                                                                                | Thái Lan · Sompol Kukasemkij · Sawei Chanseorasmee · Sakrapee Thongsari · Surachai Makkasasithorn · Siripong Siripool · Karoon Kasayapanan · Pramote Teerawiwatana · Vacharapan Khamthong |
| Đồng đội nữ  | Indonesia · Susi Susanti · Sarwendah Kusumawardhani · Lilik Sudarwati · Erma Sulistianingsih · Rosiana Tendean · Yanti Kusmiati · Verawaty Fadjrin · Minarti Timur | Thái Lan · Somharuthai Jaroensiri · Pornsawan Plungwech · Thananya Phanachet · Piyathip Sansaniyakulvilai · Ladawan Mulasartsatorn · Penpanor Klangthamnium · Plernta Boonyarit · Sasithorn Maneeratanaporn | Malaysia · Lee Wai Leng · Lim Siew Choon · Tan Lee Wai · Tan Mei Chuan · Tan Sui Hoon |
| Đồng đội nữ  | Indonesia · Susi Susanti · Sarwendah Kusumawardhani · Lilik Sudarwati · Erma Sulistianingsih · Rosiana Tendean · Yanti Kusmiati · Verawaty Fadjrin · Minarti Timur | Thái Lan · Somharuthai Jaroensiri · Pornsawan Plungwech · Thananya Phanachet · Piyathip Sansaniyakulvilai · Ladawan Mulasartsatorn · Penpanor Klangthamnium · Plernta Boonyarit · Sasithorn Maneeratanaporn | Singapore · Zarinah Abdullah · Choy Leng Siong · Irene Lee · Ho Kam Meng · Soo Chiew Meng · Tan Siok Choo                                                                                 |

## Kết quả

### Đơn nam
|  | Bán kết        | Bán kết        | Bán kết        | Bán kết        | Bán kết |               |               | Chung kết | Chung kết | Chung kết | Chung kết | Chung kết |  |
|  |                |                |                |                |         |               |               |           |           |           |           |           |  |
|  | Icuk Sugiarto  | Icuk Sugiarto  | 15             | 15             |         |               |               |           |           |           |           |           |  |
|  | Icuk Sugiarto  | Icuk Sugiarto  | 15             | 15             |         |               |               |           |           |           |           |           |  |
|  | Foo Kok Keong  | Foo Kok Keong  | 12             | 5              |         |               |               |           |           |           |           |           |  |
|  | Foo Kok Keong  | Foo Kok Keong  | 12             | 5              |         | Icuk Sugiarto | Icuk Sugiarto | 15        | 15        |           |           |           |  |
|  |                |                |                |                |         | Icuk Sugiarto | Icuk Sugiarto | 15        | 15        |           |           |           |  |
|  |                |                | Eddy Kurniawan | Eddy Kurniawan | 7       | 10            |               |           |           |           |           |           |  |
|  | Rashid Sidek   | Rashid Sidek   | Eddy Kurniawan | Eddy Kurniawan | 7       | 10            | 10            | 7         |           |           |           |           |  |
|  | Rashid Sidek   | Rashid Sidek   |                |                |         |               |               |           |           |           |           |           |  |
|  | Eddy Kurniawan | Eddy Kurniawan | 15             | 15             |         |               |               |           |           |           |           |           |  |

### Đơn nữ
|  | Bán kết                  | Bán kết                  | Bán kết                  | Bán kết                  | Bán kết |              |              | Chung kết | Chung kết | Chung kết | Chung kết | Chung kết |  |
|  |                          |                          |                          |                          |         |              |              |           |           |           |           |           |  |
|  | Susi Susanti             | Susi Susanti             | 11                       | 11                       |         |              |              |           |           |           |           |           |  |
|  | Susi Susanti             | Susi Susanti             | 11                       | 11                       |         |              |              |           |           |           |           |           |  |
|  | Lee Wai Leng             | Lee Wai Leng             | 1                        | 3                        |         |              |              |           |           |           |           |           |  |
|  | Lee Wai Leng             | Lee Wai Leng             | 1                        | 3                        |         | Susi Susanti | Susi Susanti | 11        | 11        |           |           |           |  |
|  |                          |                          |                          |                          |         | Susi Susanti | Susi Susanti | 11        | 11        |           |           |           |  |
|  |                          |                          | Sarwendah Kusumawardhani | Sarwendah Kusumawardhani | 7       | 6            |              |           |           |           |           |           |  |
|  | Tan Mei Chuan            | Tan Mei Chuan            | Sarwendah Kusumawardhani | Sarwendah Kusumawardhani | 7       | 6            | 3            | 7         |           |           |           |           |  |
|  | Tan Mei Chuan            | Tan Mei Chuan            |                          |                          |         |              |              |           |           |           |           |           |  |
|  | Sarwendah Kusumawardhani | Sarwendah Kusumawardhani | 11                       | 11                       |         |              |              |           |           |           |           |           |  |

### Đôi nam
|  | Bán kết                       | Bán kết                       | Bán kết                   | Bán kết                   | Bán kết |                          |                          | Chung kết | Chung kết | Chung kết | Chung kết | Chung kết |  |
|  |                               |                               |                           |                           |         |                          |                          |           |           |           |           |           |  |
|  | Jalani Sidek Razif Sidek      | Jalani Sidek Razif Sidek      | 15                        | 15                        |         |                          |                          |           |           |           |           |           |  |
|  | Jalani Sidek Razif Sidek      | Jalani Sidek Razif Sidek      | 15                        | 15                        |         |                          |                          |           |           |           |           |           |  |
|  | Joko Mardianto Aryono Miranat | Joko Mardianto Aryono Miranat | 1                         | 8                         |         |                          |                          |           |           |           |           |           |  |
|  | Joko Mardianto Aryono Miranat | Joko Mardianto Aryono Miranat | 1                         | 8                         |         | Jalani Sidek Razif Sidek | Jalani Sidek Razif Sidek | 11        | 12        |           |           |           |  |
|  |                               |                               |                           |                           |         | Jalani Sidek Razif Sidek | Jalani Sidek Razif Sidek | 11        | 12        |           |           |           |  |
|  |                               |                               | Rudy Gunawan Eddy Hartono | Rudy Gunawan Eddy Hartono | 15      | 15                       |                          |           |           |           |           |           |  |
|  | Soo Beng Kiang Rahman Sidek   | Soo Beng Kiang Rahman Sidek   | Rudy Gunawan Eddy Hartono | Rudy Gunawan Eddy Hartono | 15      | 15                       | 4                        | 4         |           |           |           |           |  |
|  | Soo Beng Kiang Rahman Sidek   | Soo Beng Kiang Rahman Sidek   |                           |                           |         |                          |                          |           |           |           |           |           |  |
|  | Rudy Gunawan Eddy Hartono     | Rudy Gunawan Eddy Hartono     | 15                        | 15                        |         |                          |                          |           |           |           |           |           |  |

### Đôi nữ
|  | Bán kết                              | Bán kết                              | Bán kết                              | Bán kết                              | Bán kết |                                 |                                 | Chung kết | Chung kết | Chung kết | Chung kết | Chung kết |  |
|  |                                      |                                      |                                      |                                      |         |                                 |                                 |           |           |           |           |           |  |
|  | Verawaty Fadjrin Yanti Kusmiati      | Verawaty Fadjrin Yanti Kusmiati      | 15                                   | 15                                   |         |                                 |                                 |           |           |           |           |           |  |
|  | Verawaty Fadjrin Yanti Kusmiati      | Verawaty Fadjrin Yanti Kusmiati      | 15                                   | 15                                   |         |                                 |                                 |           |           |           |           |           |  |
|  | Tan Sui Hoon Tan Lee Wai             | Tan Sui Hoon Tan Lee Wai             | 12                                   | 9                                    |         |                                 |                                 |           |           |           |           |           |  |
|  | Tan Sui Hoon Tan Lee Wai             | Tan Sui Hoon Tan Lee Wai             | 12                                   | 9                                    |         | Verawaty Fadjrin Yanti Kusmiati | Verawaty Fadjrin Yanti Kusmiati | 6         | 6         |           |           |           |  |
|  |                                      |                                      |                                      |                                      |         | Verawaty Fadjrin Yanti Kusmiati | Verawaty Fadjrin Yanti Kusmiati | 6         | 6         |           |           |           |  |
|  |                                      |                                      | Erma Sulistianingsih Rosiana Tendean | Erma Sulistianingsih Rosiana Tendean | 15      | 15                              |                                 |           |           |           |           |           |  |
|  | Lim Siew Choon Lee Wai Leng          | Lim Siew Choon Lee Wai Leng          | Erma Sulistianingsih Rosiana Tendean | Erma Sulistianingsih Rosiana Tendean | 15      | 15                              | 7                               | 4         |           |           |           |           |  |
|  | Lim Siew Choon Lee Wai Leng          | Lim Siew Choon Lee Wai Leng          |                                      |                                      |         |                                 |                                 |           |           |           |           |           |  |
|  | Erma Sulistianingsih Rosiana Tendean | Erma Sulistianingsih Rosiana Tendean | 15                                   | 15                                   |         |                                 |                                 |           |           |           |           |           |  |

### Đôi nam nữ
|  | Bán kết                       | Bán kết                       | Bán kết                      | Bán kết                      | Bán kết |                               |                               | Chung kết | Chung kết | Chung kết | Chung kết | Chung kết |  |
|  |                               |                               |                              |                              |         |                               |                               |           |           |           |           |           |  |
|  | Eddy Hartono Verawaty Fadjrin | Eddy Hartono Verawaty Fadjrin | 15                           | 15                           |         |                               |                               |           |           |           |           |           |  |
|  | Eddy Hartono Verawaty Fadjrin | Eddy Hartono Verawaty Fadjrin | 15                           | 15                           |         |                               |                               |           |           |           |           |           |  |
|  | Soo Beng Kiang Lim Siew Choon | Soo Beng Kiang Lim Siew Choon | 4                            | 5                            |         |                               |                               |           |           |           |           |           |  |
|  | Soo Beng Kiang Lim Siew Choon | Soo Beng Kiang Lim Siew Choon | 4                            | 5                            |         | Eddy Hartono Verawaty Fadjrin | Eddy Hartono Verawaty Fadjrin | 16        | 15        | 15        |           |           |  |
|  |                               |                               |                              |                              |         | Eddy Hartono Verawaty Fadjrin | Eddy Hartono Verawaty Fadjrin | 16        | 15        | 15        |           |           |  |
|  |                               |                               | Aryono Miranat Minarti Timur | Aryono Miranat Minarti Timur | 17      | 9                             | 2                             |           |           |           |           |           |  |
|  | Cheah Soon Kit Tan Sui Hoon   | Cheah Soon Kit Tan Sui Hoon   | Aryono Miranat Minarti Timur | Aryono Miranat Minarti Timur | 17      | 9                             | 2                             | 14        | 1         |           |           |           |  |
|  | Cheah Soon Kit Tan Sui Hoon   | Cheah Soon Kit Tan Sui Hoon   |                              |                              |         |                               |                               |           |           |           |           |           |  |
|  | Aryono Miranat Minarti Timur  | Aryono Miranat Minarti Timur  | 18                           | 15                           |         |                               |                               |           |           |           |           |           |  |